# Дрозд Георгій Іванович
Георгій Іванович Дрозд (28 травня 1941, Київ — 9 червня 2015, Київ) — радянський і український актор театру і кіно. Народний артист України (1999). Член Національної спілки кінематографістів України. 

## Життєпис

Надгробок Георгія Дрозда, Байкове кладовище

Народився 28 травня 1941 р. в Києві в родині робітника.
Закінчив Київський державний інститут театрального мистецтва ім. І. Карпенка-Карого (1963).
У 1963—1978 рр. — актор Одеського обласного академічного драматичного театру.
У 1978—1984 рр. — актор Ризького російського театру імені Михайла Чехова.
У 1985—1988 рр. — актор Театру «Современник».
У 1988—2005 рр. працював у Київському театрі російської драми ім. Лесі Українки.
Батько відомих акторів Максима (працює в Росії) та Клавдії Дроздів. Остання дружина — акторка Анастасія Сердюк.
Помер від тяжкої хвороби на 75-му році життя 9 червня 2015 року. Був кремований, прах похований у колумбарії Байкового кладовища.

## Фільмографія
- 1962 — «Здрастуй, Гнате!» — Кочет
- 1965 — «Вірність» — командир
- 1973 — «Ринг»
- 1978 — «Артем» — Стаховський
- 1978 — «Де ти був, Одіссею?»
- 1979 — «Повернемося восени» — Привалов
- 1979 — «Козаки-розбійники»
- 1983—1986 — «Останній засіб королів» (т/ф, 4 с)
- 1984 — «Кольє Шарлотти»
- 1987 — «Моя люба»
- 1987 — «Мама, рідна, любима...»
- 1988 — «Грішник»
- 1990 — «Розпад» — лікар
- 1991 — «Подарунок на іменини»
- 1991 — «Охоронець»
- «Мана»
- 1991 — «Зірка шерифа»
- 1991 — «Сократ»
- 1991 — «Вінчання зі смертю»
- 1992 — «Ціна голови»
- «На крутозламі»
- 1993 — «Пастка» (т/ф)
- 1993 — «Вперед, за скарбами гетьмана!»
- 1995 — «Двійник»
- 1995 — «Обережно! Червона ртуть!»
- 1995 — «Москаль-чарівник»
- 2001 — «Вечори на хуторі біля Диканьки» — Потьомкін
- 2002 — «Попелюшка» — мажордом
- 2004 — «Сорочинський ярмарок» — кравець
- 2004 — «Подорожник»
- 2006 — Таємниця «Святого Патрика»
- 2006 — Утьосов. Пісня довжиною у життя
- 2006 — «Таємниця Маестро» режисера М. Федюка — батько Моцарта
- 2007 — Серцю не накажеш
- 2008 — «Присяжний повірений»
- 2009 — «До Парижа!» та ін.

## Нагороди та премії
- 8 травня 1999 — Народний артист України[1]